# Josué Villaé
Josué Villaé (nacido el 17 de mayo de 1975 en Cumaná, Estado Sucre,  Venezuela) es un actor y modelo venezolano. 

## Carrera
Comenzó su carrera en diversas obras de Teatro, pero se dio a conocer en su país de origen gracias a su participación en el concurso masculino Míster Venezuela en el año 2000, donde resultó como uno de los finalistas. Luego ha participado en diversas telenovelas y series de Venezuela, en especial para la cadena Venevisión, en 2010 participó en la primera producción de la cadena de televisión por suscripción Boomerang Latinoamérica.

## Telenovelas
| Telenovelas/Serie | Telenovelas/Serie        | Telenovelas/Serie     | Telenovelas/Serie                           |
| Año               | Telenovela               | Personaje             | Cadena de Televisión                        |
| ----------------- | ------------------------ | --------------------- | ------------------------------------------- |
| 2001              | Felina                   | Ruben Borges          | Laura Visconti Producciones Venevisión      |
| 2001              | Guerra de Mujeres        | Alberto "Beto"        | Venevisión                                  |
| 2003              | Cosita rica              | Guillermo             | Venevisión                                  |
| 2003              | Engañada                 | Tomás                 | Venevisión                                  |
| 2005              | El amor las vuelve locas |                       | Venevisión                                  |
| 2007              | Aunque mal paguen        | Esteban               | Venevisión                                  |
| 2009              | Amor urbano              | Adonis                | Venevisión                                  |
| 2008-2009         | La vida entera           | Federico de la Parra  | Venevisión                                  |
| 2011              | La Banda                 | Camilo                | Latina Producciones Boomerang Latinoamérica |
| 2012              | Válgame Dios             | Ángel                 | Venevisión                                  |
| 2012              | Mi ex me tiene ganas     | Santiago Estrada      | Venevisión                                  |
| 2014              | Corazón esmeralda        | Bruno Álvarez         | Venevisión                                  |
| 2017              | Para verte mejor         | Claudio Bayardo Núñez | Venevisión                                  |